# 冷凍沉澱品
冷凍沉澱品（英語：Cryoprecipitate）是一种由血浆制成的血液製劑。用於治療凝血病，如：先天性纖維蛋白原缺乏症或因產科出血或弥漫性血管内凝血造成的纖維蛋白原過低現象  。虽然過去被用于治疗A型血友病或類血友病，但目前傾向使用已有的特定凝血因子浓缩物。透过静脉注射，注射前不需交叉配對，但可能的话，最好先进行ABO血型配對。成人通常一次注射两个 5 单位的剂量（共十單位） 。
副作用包括可能发烧、过敏、急性溶血、 急性肺損傷和感染。一般不用于泌尿道出血。將新鮮冷凍血漿在4°C解凍，然后離心收集沉澱物 。再将沉澱物溶於少量的残留血浆中（通常是 15 至 30 毫升），并再冷冻储存 。內含因子 VIII、类血友病因子、纖維蛋白原、纤连蛋白和因子 XIII 。
冷凍沉澱品由Judith Pool在1964年製造 。它是第一个治疗A型血友病的药物， 列入世界卫生组织基本药物标准清单。可保存于-25 °C，长达一年半。在室温解冻后下，应在 4 小时内使用。在英国國民保健署一劑5个单位的冷凍沉澱品费用约为 181 英镑。它比纖維蛋白原濃縮物便宜。